# Дворцово-парковый ансамбль

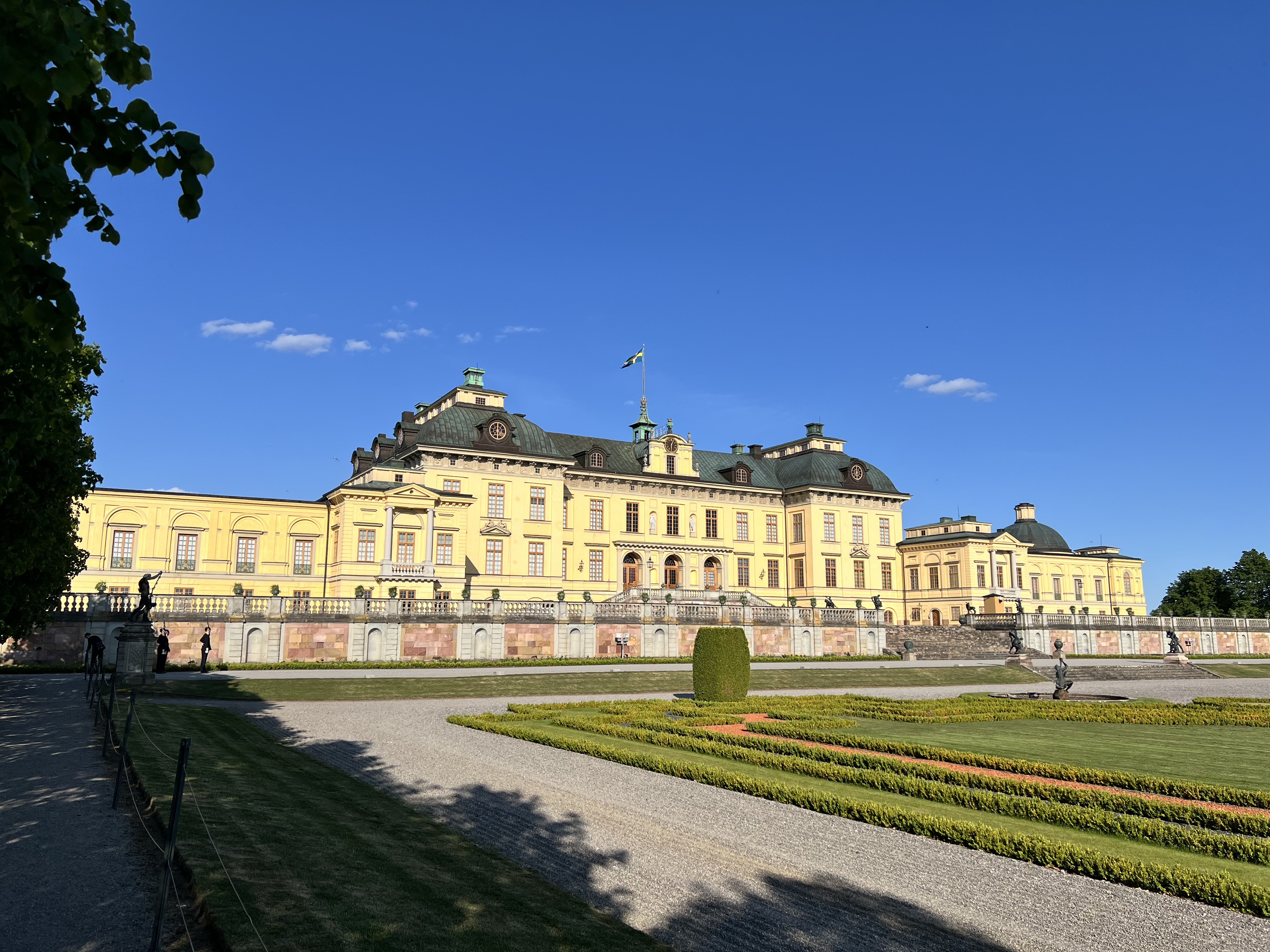
Главное здание и сад дворцово-паркового ансамбля Дротнингхольм (Швеция)

Дворцо́во-па́рковый анса́мбль — произведение садово-паркового искусства и архитектуры; масштабный, со значительной переработкой естественного ландшафта архитектурный ансамбль монархической или аристократической загородной резиденции, подчинённый единому замыслу; исторически сложившийся комплекс дворцовых зданий и сооружений, садов и парков, включающий в себя искусственные или естественные водоёмы. Дворцово-парковые ансамбли немногочисленны и являются комплексными природными, культурно-историческими и архитектурными памятниками.
Многие дворцово-парковые ансамбли формировались на протяжении десятилетий или даже столетий несколькими поколениями архитекторов, поэтому в них нередко отражены различные культурные эпохи, архитектурные стили и школы.
Непревзойдённым дворцово-парковым ансамблем, получившим всемирную известность, является Версаль. Новый подход к организации пространства, проявившийся в главной резиденции французского короля Людовика XIV, вызвал подражания при устройстве загородных дворцов многих европейских монархов и стал поворотным пунктом в истории садово-паркового искусства.

## От Ренессанса к барокко

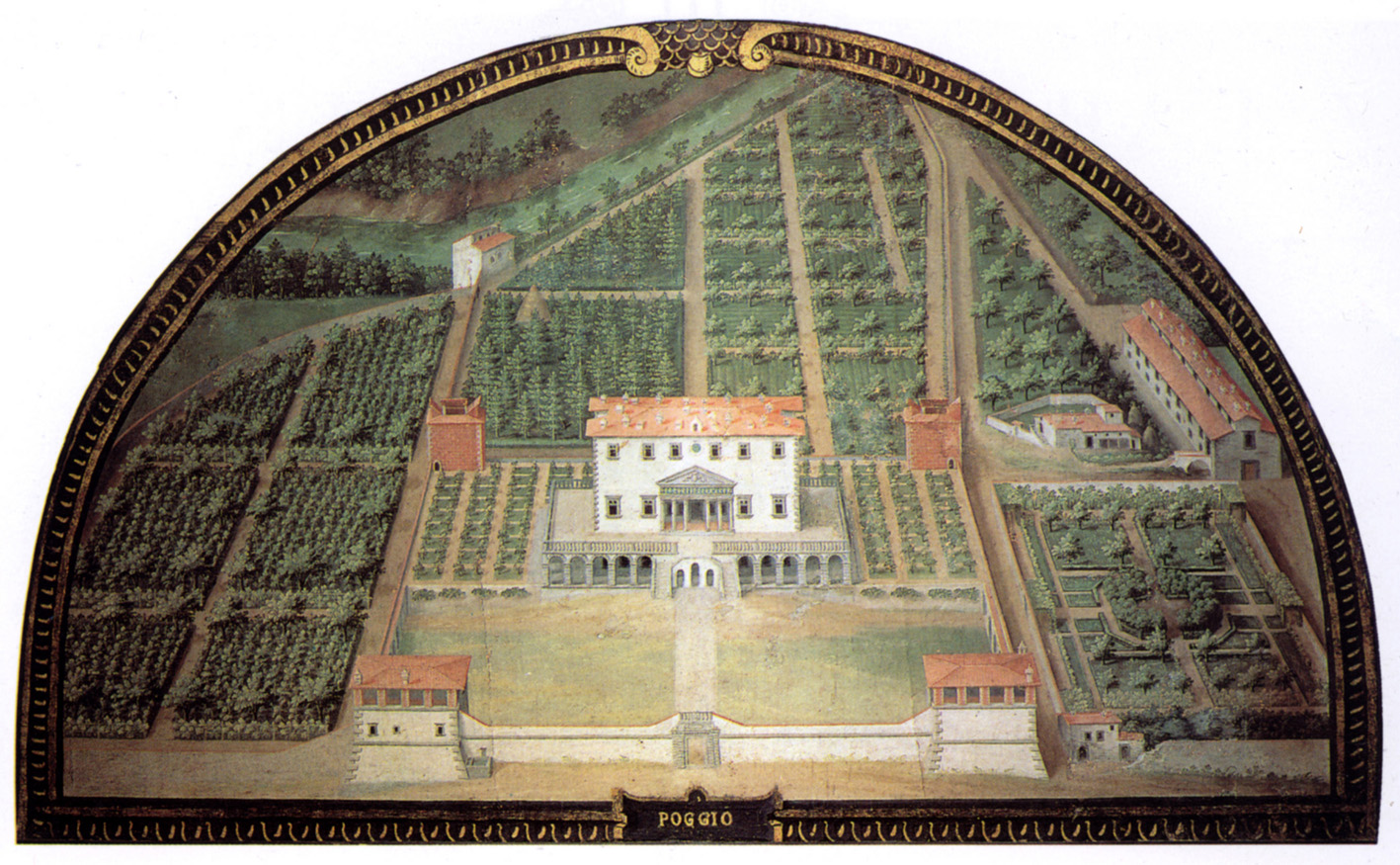
Вилла Медичи в Поджо-а-Кайано в конце XVI века

### Итальянская вилла в эпоху Возрождения
Истоки дворцово-парковых ансамблей и возникновение мастерства обустройства садов как самостоятельной отрасли искусства восходят к эпохе итальянского Ренессанса. Итальянская знать того периода проживала преимущественно в городах, в отличие от аристократии соседних государств, которая сторонилась городов и предпочитала уединённые замки в вотчинах. Относительная политическая стабилизация в итальянских княжествах и городах-государствах и экономический подъём городов Италии привели к консолидации в руках итальянской аристократии больших богатств. Распространение идеализированных представлений об эпохе античности, интереса к античному образу жизни, античному искусству среди аристократов способствовали в том числе и тому, что многие знатные фамилии стали обзаводиться виллами на городских окраинах, которые обустраивались по примеру древнеримских вилл. Однако многие итальянские виллы Ренессанса имели существенное отличие от античных прототипов: при них появились обширные сады, композиционно связанные с дворцом и устроенные архитектурно, созданные для проведения празднеств и приятного времяпрепровождения, и бо́льшая часть которых не выполняла утилитарных хозяйственных задач.
Самым ранним примером виллы нового типа является Вилла Медичи в Поджо-а-Кайано, созданной для Лоренцо Великолепного, главы Флорентийской республики, архитектором Джулиано да Сангалло (строилась в 1485—1492 годах; сады подверглись перепланировке в конце XVI века).
Одной из наиболее значительных ренессансных архитектурных работ, хотя и неоконченных, было строительство виллы Мадама. Джулио Медичи, будущий папа римский Климент VII, выбрал для виллы живописный склон холма с видом на Рим, часть Кампании и Сабинские горы. Первоначальный проект подготовил Рафаэль Санти, вписав в сложный ландшафт гармоничную композицию из террасного сада, казино (то есть уединённого домика) и дворца из двух крыльев (дворцовые сооружения подражают античным римским термам). Строительство началось в 1510 году под руководством ученика Рафаэля Джулио Романо, но было прервано в 1521 году. Виллу частично разрушили в ходе смут против семейства Медичи, и лишь тогда, когда Джулио Медичи стал папой, строительство возобновилось под руководством Антонио Сангалло, но велось с трудом. После кончины Климента VII в 1534 году строительство снова прекратилось, из двух частей дворца полностью построенной оказалась только одна. Окончательно работы были завершены по инициативе Маргариты Пармской (название виллы произошло от её имени) в 1550-е годы, но проект Рафаэля остался нереализованным. Вилла Мадама признаётся первым проектом ренессансной виллы с архитектурно распланированным садом.
Во Флоренции, ставшей одним из главных идейных центров Ренессанса, наиболее интересны сады Боболи, обустроенные при палаццо Питти. Строительство дворца для семейства Питти началось в 1460-е годы на окраине Флоренции и длилось продолжительное время. Дворец неоднократно перестраивался; самой значительной перестройке подвергся после того, как стал собственностью семьи Медичи (1549 год). Над обустройством садов Боболи в середине XVI века работали Бартоломео Амманати (он же руководил переделкой дворца) и Джорджо Вазари. Особенностями садов стала архитектурная разбивка, неразрывно связавшая дворец и сад, боковые симметричные террасы, возвышающиеся над центральным партером, наличие фонтанов, изобилие парковой скульптуры первоклассной работы. Внутренний двор палаццо (Двор Амманати) отделяет от садов живописный грот, увенчанный фонтаном. С верхних террас сада была раскрыта торжественная перспектива на палаццо и город за ним.
Ещё одним шедевром периода Ренессанса признаётся Вилла Фарнезе (замок Капрарола), построенная на отрогах Чиминских гор недалеко от Рима. Строительство начато для Пьера Луижди Фарнезе, сына папы римского Павла III, в 1535 году, но закончено было внуком Павла III кардиналом Алессандро. В 1560—1570-е годы над виллой работал Джакомо да Виньола, признанный мастер позднего Возрождения, создавший основы композиции ансамбля. Доминирующим сооружением стал гигантский пятиугольный в плане дворец, расположенный на склоне горы. От него к террасным садам ведут лестницы, сложные по рисунку. В 1587 году к садам был присоединён верхний участок; его обустройством занимались архитекторы Дж. Райнальди и Ф. Пеперелли. В верхней части сада появился лёгкий павильон с лоджией (Казино Капраролы), фонтаны и каскады, боскеты, партер с низкой подстрижкой. Небольшой верхний сад у казино был окружён отдельно стоящими кариатидами с вазами для цветов. Живописность садам придавали точность в расчёте пропорций, гармоничное согласование элементов и выигрышное использование естественного рельефа местности.
Виньоле приписывают участие в создании виллы Ланте в Баньайе (начата в 1477, закончена в 1588 году; расположена неподалёку от виллы Фарнезе). Здесь явно присутствуют признаки, характерные для работ зодчего: единство архитектурной обработки большого участка, проявившееся не только в ясной планировке, но и в убранстве лестниц, террас, гротов, посадок; композиция, учитывающая игру дальних и ближних планов террасного сада, включающая гармоничную соотнесённость деталей, находящихся на различных уровнях.
Одна из наиболее знаменитых итальянских вилл эпохи Ренессанса — вилла д'Эсте, расположившаяся на склоне крутого холма близ Тиволи. В 1550 году недостроенная вилла, начатая за 10 лет до того, стала владением кардинала Ипполито II д’Эсте. Её перестройку поручили архитектору Пирро Лигорио, а гидротехническое устройство — О. Оливьери. Вилла прославилась изобилием каскадов и фонтанов, устроенных необычайно живописно. Для их питания (фонтаны действуют без механического нагнетания воды) была разработана уникальная система подземных водопроводных сетей. Вилла также отличается эффектно обустроенными террасами со сложными лестницами и гротами; в планировке сада удачно использованы естественные уклоны местности.
Характерными чертами ренессансных вилл являются расположение на склонах холмов (отсюда террасная планировка), относительно небольшие размеры садов, соотнесённые с размерами дворца; простота и ясность плана. Сад связан в одно целое и воспринимается как единая декорация; в роли главного украшения сада выступает дворец, тогда как сад задумывается как внутренний двор, вынесенный за пределы дворцовых крыльев. Главная аллея, как правило, планируется параллельно фасаду дворца, а сам сад нередко вытянут поперечно. Симметрия в планировке садов соблюдается в большинстве случаев только в центральной части; боковые части сада и окончание аллей несимметричны. Дворцы наследуют черты городских ренессансных палаццо, тяготеют к кубической форме и в ряде случаев воспринимаются слишком строгими и лаконичными по декору. В оформлении садов большую роль играют скульптура (очень часто используются подлинные античные образцы), фонтаны и каскады, боскеты, гроты. Для фонтанов характерно расположение на главной оси сада; они не располагаются на открытых площадках; нередко встречается расположение внутри боскетов или в центре четырёх симметрично сходящихся боскетов; крупные и сложно устроенные фонтаны как правило расположены на краях сада, тогда как по оси симметрии дворца располагаются небольшие каскады. Большую роль в оформлении сада играют балюстрады и каменные парапеты, которые несколько затрудняют визуальное восприятие дальних планов сада, но в то же время, подчёркивая замкнутость контуров, создают обстановку уюта. Широко используется стрижка посадок, но при этом она сдержанна и подражает естественным формам. Посадки изначально были сами по себе достаточно редкими, не образовывали рощ и густой тени; форма цветников и боскетов проста.

### Загородные дворцы эпохи Возрождения в других странах
Воплощение архитектурных идей итальянского Ренессанса в других странах Западной Европы случилось с опозданием примерно на 100 лет. В Испании, Франции, Англии и Германии в конце XV и XVI веке по-прежнему сохранялись сильные традиции замкового строительства. Более того, во Франции, например, в XVI веке наблюдался пик обустройства замков — большинство из знаменитых замков Луары построены или существенно перестроены именно в эпоху Возрождения. Итальянский тип загородного аристократического жилища — вилла — в это время не получил распространения.
Тем не менее, влияние итальянской ренессансной архитектуры было несомненным и не могло не отразиться на строительстве загородных резиденций монархов и аристократии. Одним из ранних примеров устройства резиденции под итальянским влиянием во Франции служит дворец Фонтенбло (перестраивался Франциском I в 1540-е годы). Сады Фонтенбло обустраивались итальянскими мастерами во главе с Франческо Приматиччо. При королевской резиденции сформировался круг художников и мастеров, известных как школа Фонтенбло, которая оказала решающее влияние на ренессансное искусство Франции.
Наиболее ярким примером итальянского влияния во Франции служат Люксембургский дворец и Люксембургский сад. Дворец строился для королевы-регентши Марии Медичи в 1615—1631 годах. Её детство прошло в палаццо Питти и садах Боболи; по пожеланию заказчицы они были выбраны в качестве прототипа дворцово-паркового ансамбля. Саломону де Бросу, занимавшемуся строительством дворца и разбивкой сада, при попытке перенести итальянские приёмы садового и дворцового зодчества пришлось отступить от итальянского образца. Почти плоская местность и национальные архитектурные традиции обусловили иные пропорции дворца и сада.
В Англии итальянские архитекторы и садовые мастера работали со времён Генриха VIII (Сады Нонсеча в Суррее). Резиденция Генриха VIII Хэмптон-корт также испытала на себе итальянское влияние, хотя здесь ещё оставались сильными традиции готической архитектуры. Следы итальянского Ренессанса обнаруживаются в некоторых аристократических резиденциях (например, в Чатсворт-хаус и Уилтон-хаус), однако они подвергались позднее существенной переделке.
Королевская резиденция Квинс-хаус, построенная Иниго Джонсом в 1616—1618 годах для королевы Анны, супруги Якова I, является первой английской виллой, построенной по канонам итальянского Возрождения. Архитектор, возможно, вдохновлялся виллой Медичи в Поджо-а-Кайано. Квинс-хаус стал одним из знаменательных примеров нарождающегося палладианства, ставшего в XVII—XVIII веках ведущим направлением в английской архитектуре.

## От барокко к классицизму. Регулярный парк

### Виллы Италии эпохи барокко
Художественные идеи итальянского Возрождения получили наибольшее распространение в странах Западной Европы в то время, когда в самой Италии ведущим направлением в искусстве стало барокко. В архитектуре загородных вилл Италии конца XVI и XVII века полностью исчезают следы средневековой архитектуры. Если ренессансные виллы ещё иногда в деталях напоминали средневековые замки и крепости, то в барочных виллах развиваются черты дворца. Прежде всего это отражается на внутренней планировке: выделяется главный зал сооружения, который всегда располагается в центре главного этажа; к нему привязывается планировка и отделка всех второстепенных помещений. Сад становится обязательным элементом, архитектурно равным дворцу; взаимосвязь сада и дворца обеспечивает галерея.
Ранним примером барочной виллы служит Вилла Альдобрандини в Фраскати. Одной из наиболее характерных барочных вилл возле Рима являлась Вилла Боргезе. Её сады обустраивались Дж. Райнальди и украшены фонтанами Дж. Фонтаны. Вилла не сохранила свой первоначальный вид: в конце XVIII века дворец был перестроен в неоклассическом стиле, а сады приобрели облик пейзажных парков. Квиринальский дворец (архитектор Доменико Фонтана) также можно отнести к наиболее характерным итальянским барочным дворцово-парковым ансамблям. Монотонные по разбивке геометрические сады обустраивал в 1600 году Карло Мадерна; при обустройстве садов местность была полностью выровнена, а сады представляли собой равномерное чередование квадратных боскетов с фонтанами. Одна из наиболее интересных вилл того времени — вилла Дориа-Памфили, построенная в 1644 году Алессандро Альгарди для папы Иннокентия X. Центральная планировка сада представляла собой широкий партер с довольно сложными по узору цветниками. Перед дворцом традиционно была обустроена широкая и неглубокая терраса; открытые пространства и размещение казино виллы на возвышении подчёркивало его стройность.

### Загородные дворцы во Франции в XVII веке
В развитии дворцово-парковых ансамблей две французские загородные резиденции — Шантийи и Во-ле-Виконт — сыграли историческую роль. В старинном замке Шантийи в 1661 году принц Конде устроил грандиозный праздник в честь Людовика XIV. На короля торжества произвели столь сильное впечатление, что он был готов приобрести Шантийи, но Конде это предложение отклонил. В августе того же 1661 года влиятельный министр финансов Франции и богатейший человек страны Николя Фуке также устроил пышные празднества в честь короля в своём поместье Во-ле-Виконт. Отношение короля к министру было негативным, и праздник устраивался для того, чтобы вернуть расположение Людовика, но эффект был обратным. Поражённый неслыханной роскошью дворца и изяществом парка с разнообразными садовыми затеями, Людовик лишь укрепился в желании как можно скорее избавиться от министра (менее чем через месяц Фуке был арестован).
Неудача с покупкой Шантийи и роскошь Во-ле-Виконта сподвигли Людовика к строительству Версаля: короля не устраивал ни двор в Сен-Жермене, ни жизнь в Париже; он был настроен создать новую загородную резиденцию, достойную короля Франции. Из конфискованного имения Фуке в Версаль переместились многие парковые скульптуры, картины и предметы мебели. Но самое важное — Людовик XIV пригласил для обустройства Версаля тех же людей, что работали в Во-ле-Виконте: архитектора Луи Лево, садового архитектора Андре Ленотра и художника по интерьерам Шарля Лебрёна.
Во-ле-Виконт, совместное творение Лево, Лебрена и Ленотра, строился в 1658—1661 годах и стал ярким примером нарождавшегося национального французского стиля, получившего название «классицистического барокко». Планировка дворца восходит к итальянским барочным виллам. На одной оси расположены вестибюль и овальный зал, выступающий в сад. Планировка жилых помещений — анфиладная; ей не следуют только помещения в крыльях дворца. Здание расположено на искусственном острове в саду, который одновременно подчёркивает дворцовую часть ансамбля и образует связку с парком. Сад Во-ле-Виконта по своей планировке напоминает Люксембургский сад, но главная перспектива получила развитие за пределами сада — были обустроены аллеи, её продолжавшие. Другим новшеством было устройство широкого партера, невысокими террасами спускавшегося к пруду и симметрично поднимавшегося за ним, и связность центрального партера с партерами, расположенными по бокам от дворца.

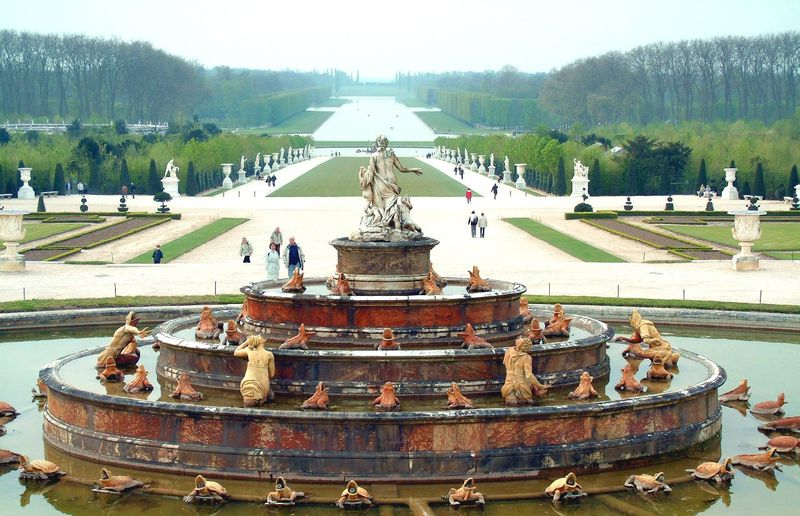
Бассейн Латоны — Фонтан Латоны на фоне Зеленого ковра и Большого Канала

Версаль стал вершиной в создании дворцово-парковых ансамблей и уникальным явлением в истории архитектуры. Людовик XIV ставил задачу создать не просто королевскую резиденцию, а место, в котором бы не ощущалось наличие иной силы, кроме короля; место, за пределами которого как бы ничего и не существовало. Версальский парк раскинулся до линии горизонта; он и сейчас является одним из самых больших парков в мире. В процессе его строительства был проделан огромный объём работ: например, всё мелколесье на месте парка вырубили для посадки деревьев благородных пород (для рощ, обрамляющих главные перспективы, использовались грабы, выписанные из Англии). Андре Ленотр мастерски использовал рельеф местности — почти плоский, с незначительным перепадом высот — для создания торжественной картины, а также впервые применил широкие радиальные аллеи, которые связали большие пространства в единое целое. Центральная перспектива воспринимается бесконечной за счёт постепенного понижения глубоких и невысоких террас, которые завершаются бассейнами с фонтанами. На удалении от дворца устроен газонный партер, не имеющий себе равных в садовом искусстве, — «Зелёный ковёр» («Tapis Vert»), широкий и протяжённый; ещё дальше — в самой низкой точке парка — вырыт Большой канал протяжённостью около 2 км. Зеркало канала является кульминационной точкой перспективы от дворца.
В символике Версаля ведущую роль играют мотивы бога Аполлона, с которым отождествляется «Король-Солнце». Орнаментальный «лик Гелиоса» украшает интерьеры дворца; один из главных фонтанов — «колесница Аполлона», другой — «Латона», мать Аполлона, в третьем — дракон, поражённый стрелой Аполлона.
Несколько монотонный, сдержанный декор Версальского дворца с мотивами итальянского Ренессанса подчёркивает протяжённость здания и его монументальность. При перестройке прежнего здания Жюль Ардуэн-Мансар обустроил зеркальную галерею, выходящую в сад. Впоследствии подобные галереи стали почти обязательным интерьером в дворцовых постройках. Версаль задал программу-максимум для строительства барочных аристократических резиденций во Франции: трёхчастное деление дворца, средняя часть которого выступает в сад; наличие парадного двора (курдонёра); во дворце обустраиваются дворцовая церковь и театр; использование ионического ордера; анфиладная планировка залов; архитектура и интерьеры дворца находят своё продолжение в парке.
Художественной сущностью Версаля является архитектура сада, выраженная через постоянную смену перспектив, радующих взор, торжественных картин и просторных видов, растворяющихся вдали, игру ближних и дальних планов.
Пышные версальские праздники, бесконечной чередой проводившиеся Людовиком XIV, произвели сильное впечатление на Европу. Версальский двор считался наиболее блистательным; ему стали подражать при дворах многих европейских монархов. Монархические резиденции с конца XVII века строились под несомненным влиянием Версаля, однако копировать его практически не пытались: это была невозможная задача не только в силу колоссальности затрат, но и потому, что в других странах Европы ощущался недостаток архитекторов, способных реализовать подобный замысел. Версаль остался единственным в своём роде архитектурным ансамблем, непревзойдённым памятником царствованию «Короля-Солнце» и наиболее ярким архитектурным выражением идеи абсолютизма.
Людовик XIV любил строить; король для своих фавориток в окрестностях Парижа возвёл Кланьи и Марли (обе резиденции не сохранились, разрушены в ходе Великой французской революции). Марли был выдающимся ансамблем; в нём были повторены некоторые архитектурные идеи Версаля: раскрытие протяжённой главной перспективы, устройство больших центральных бассейнов как главного украшение сада и радиальных аллей как связующего элемента сада.
До того, как окончательно увлечься идеей Версаля, Людовик XIV в 1660-е годы занимался переустройством дворца и садов Тюильри. Дворец Тюильри (архитектор Ф. Делорм) был разрушен во времена Парижской коммуны, но сады в целом сохранили планировку середины XVII века с широким партерным садом и эффектными перспективами.
Все перечисленные дворцово-парковые ансамбли связаны с именем Андре Ленотра, величайшего садового архитектора XVII века; творчество Ленотра и его школы составляют целую эпоху в садово-парковом искусстве. Он довёл до совершенства принципы устройства регулярных парков и стал первым, кому удалось разрешить проблему разбивки обширных парков на равнинной местности.
С 1662 года по приглашению принца Конде Ленотр работал над перепланировкой Шантийи, растянувшейся на 20 лет; рощи вокруг замка были превращены в регулярный парк. Шантийи является примером того, как при помощи незначительных изменений естественного ландшафта и того, что было обустроено предыдущими поколениями садовых мастеров, можно было добиться впечатляющих визуальных эффектов.
Особняком среди французских резиденций эпохи классицистического барокко стоит Сен-Клу. Андре Ленотру и Жюлю Ардуэн-Мансару, занимавшегося перестройкой дворца для герцога Орлеанского, пришлось считаться с планировкой, существовавшей с XVI века. Сен-Клу являлся редким примером асимметричной планировки барочного дворцово-паркового ансамбля; в нём проглядывают зачатки будущих пейзажных парков. Дворец Сен-Клу не сохранился, разрушен в 1870 году.